# The Fairy-Queen

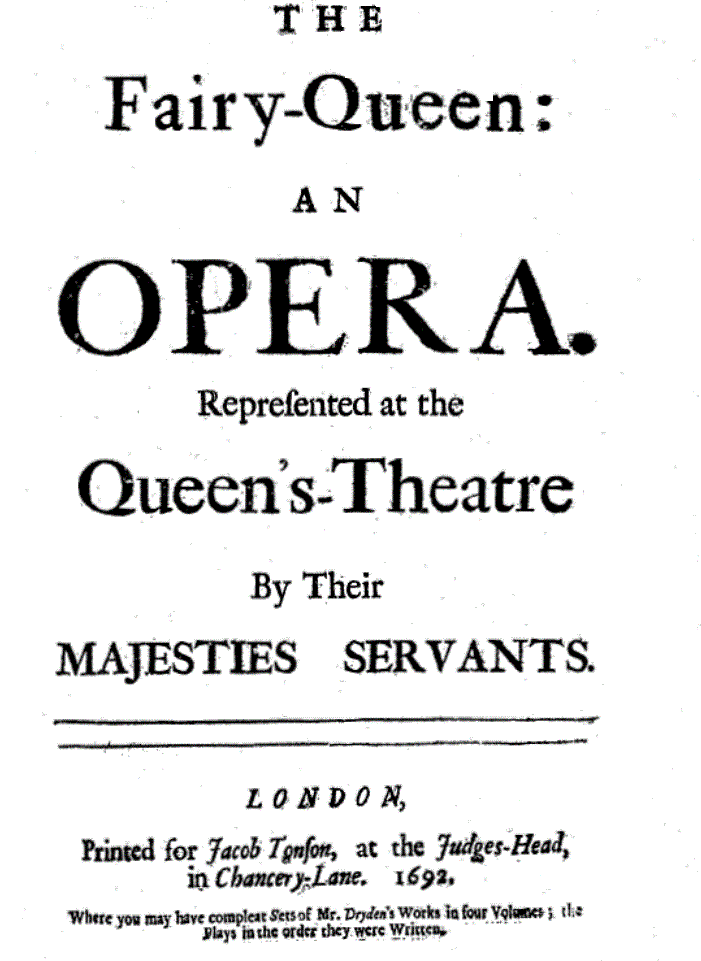
Affisch till The Fairy-Queen" 1692.

The Fairy-Queen (Älvdrottningen) är en opera (semiopera) i fem akter av Henry Purcell. Texten bygger på Shakespeares skådespel En midsommarnattsdröm och är troligen bearbetad av Thomas Betterton som var chef för teatern där operan hade premiär.

## Historia
The Fairy-Queen är Purcells mest omfattande sceniska verk och blev sin tids dyrbaraste teaterproduktion. Under 200 år var partituret försvunnet. Först 1903 återupptäcktes det partitur som av allt att döma användes vid uruppförandet den 2 maj 1692 på Dorset Garden Theatre i London. Denna version offentliggjordes av Purcell Society. I versionen från 1693 hade Purcell även skrivit musik till första akten, så att skådespelets fem akter beledsagas av fem musikscener.
Svensk premiär 21 maj 1989 på Ulriksdals slottsteater.

## Personer
Många passager ur Shakespears skådespel är strukna, liksom rollerna Hippolyta och Philostrates samt Pyramus och Thisbes hantverkarspel i femte akten. Talrollerna är desamma som i Shakespears skådespel medan sångarna är:
- En drucken skald (bas)
- Första fen (sopran)
- Andra fen (sopran)
- Natten (sopran)
- Mystiken (sopran)
- Hemlighetsfullheten (countertenor)
- Sömnen (bas)
- Corydon, herde (bas)
- Mopsa, nymf (sopran)
- En nymf (sopran)
- Tre uppassare till Oberon (sopran, 2 countertenorer)
- Phoebus (tenor)
- Våren (sopran)
- Sommaren (countertenor)
- Hösten (tenor)
- Vintern (bas)
- Juno (sopran)
- Kinesen (countertenor)
- Kinesiskan (sopran)
- Hymen (bas)

## Handling

### Akt I
Aigeus vill att hans dotter Hermia skall gifta sig med Demetrius, men hon älskar Lysander. Aigeus vänder sig till hertigen av Athen, som beslutar att Hermias bröllop med Demetrius skall äga rum samtidigt som hans eget. 

#### 1:a musikscenen (endast i versionen från 1693)
I en skog utanför Athen retas älvorna med en drucken skald och tvingar honom att återvända till staden. Några atenska hantverkare har begett sig ut i skogen för att förbereda ett skådespel som skall framföras vid det förestående bröllopet. Älvdrottningen Titania tar sin tillflykt i skogen för att undkomma sin svartsjuke make, älvkungen Oberon.

### Akt II
Även Oberon beger sig ut i skogen för att hämnas. Puck skall tillreda en trollsaft som när den droppas i ögonen gör personen förälskad i det första väsen som denne ser. Lysander och Hermia har flytt ut i skogen men förföljs av Demetrius som är sin älskade Helena på spåren. 

#### 2:a musikscenen
Titania låter sig underhållas av älvorna och slår sig till ro. Nattens andar står troget till hennes tjänst.

### Akt III
Oberon vill göra det atenska kärleksparet lyckligt och befaller Puck att bruka trollsaften på dem; själv droppar han saften i Titanias ögon. Men Puck begår ett misstag och båda männen blir förälskade i Helena. Hermia går tomhänt därifrån. Hantverkarna repeterar sitt skådespel. Puck, som är irriterar över detta störande element jagar bort dem och ger Bottom ett åsnehuvud. När Titania vaknar ser hon den åsnehövdade Bottom och förälskar sig i honom.

#### 3:e musikscenen
Älvorna underhåller Titanias nye älskare och spelar upp komiska roller, såsom det olyckliga paret Corydon och Mopsa.

### Akt IV
Genom Oberons ingripande finner det rätta kärleksparet tillbaka till varandra. Älvkungen visar medlidande med Titania och löser henne ur hennes förtrollning.

#### 4:e musikscenen
Solguden Phoebus och de fyra årstiderna kallas fram och försoningen firas.

### Akt V
Hertigen av Athen går med på att viga de båda lyckliga kärleksparen.

#### 5:e musikscenen
Oberon och Titania åkallar kärlekens glädje. I en kinesisk trädgård vördar en kinesisk Adam och hans Eva deras paradisiska tillstånd. Juno uppenbarar sig tillsammans med Hymen. Man hyllar kärleken och äktenskapet.

## Inspelningar (urval)
- The fairy queen. Kenny, Randle, Rice, van Allan. Kör och orkester från English National Opera Company. Kok, dirigent. Arthaus DVD 100 200.
- The fairy queen. Harrhy, J. Smith, Nelson, Priday, Penrose, Stafford, Evans, Hill, Varcoe, Thomas. Monteverdi Choir. English Baroque Soloists. Gardiner, dirigent. DG Al Fresco 477 6733. 2 CD.[2]